# International Pharmaceutical Federation
Die International Pharmaceutical Federation (Fédération internationale pharmaceutique, FIP) ist ein internationaler Verband mit der Aufgabe, Pharmazeuten und die pharmazeutischen Wissenschaften über den gesamten Globus zu repräsentieren und betreuen. Die internationale Organisation mit Sitz in Den Haag wurde 1912 gegründet.